# Young Jessie
Young Jessie (nom de scène d'Obediah Donnell Jessie) est un chanteur de rhythm and blues américain né à Dallas au Texas le 28 décembre 1936 et mort le 27 avril 2020.

## Carrière
Obediah Jessie grandit à Los Angeles où sa famille s'est installé. Ami de Richard Berry, il fonde avec lui le groupe vocal de doo-wop, The Flairs. En 1953, le groupe enregistre pour le label des frères Bihari, Flair Records.
À partir de 1954, il enregistre parallèlement des titres en solo pour Modern Records, la maison-mère de Flair Records. Les titres sont dans un style qui se dirige vers le rock 'n' roll noir, notamment le Hit, Grit and Split de 1956.
À la fin des années 1950, il revient vers le doo-wop et enregistre avec les Coasters, un groupe d'Atco Records. Il continue à enregistrer jusqu'en 1964, pour divers labels, tels que Mercury Records.

## Discographie

### Singles
- Hit, Grit and Split, 78 tours/45 tours, Modern Records
- Young Blood (The Coasters), 78 tours/45 tours, Atco Records

### Album
Compilation
- I'm Gone, CD CHD607, Ace Records.